# Amphidoma nucula
Amphidoma nucula is een soort in de taxonomische indeling van de Myzozoa, een stam van microscopische parasitaire dieren. Het organisme komt uit het geslacht Amphidoma en behoort tot de familie Amphidomataceae. Amphidoma nucula werd in 1883 ontdekt door F. Stein.